# Nelaug (See)
Der Nelaug ist ein See in den norwegischen Kommunen Froland und Åmli in der Provinz Agder.